# Parco nazionale Capo Horn
 Il parco nazionale Capo Horn (in spagnolo Parque nacional Cabo de Hornos) è un parco nazionale situato nella parte cilena della Terra del Fuoco; ricopre una superficie di 631 km² e si estende tra gli arcipelaghi delle isole Wollaston e delle isole Hermite. Amministrativamente appartiene alla provincia Antartica Cilena, nella regione di Magellano e dell'Antartide Cilena.
Con il vicino, ma non contiguo, parco nazionale Alberto de Agostini è stato designato riserva della biosfera nel 2005 dall'UNESCO, con il nome di riserva della biosfera Capo Horn.

## Geografia
Istituito con decreto il 26 aprile 1946, il parco nazionale comprende gli arcipelaghi delle isole Wollaston e delle isole Hermite, nell'estremo sud del continente americano. All'interno del parco la massima elevazione è costituita dal monte Hyde (670 m).

## Flora e fauna
Uno degli aspetti predominanti del parco è la scarsissima presenza di specie vegetali non endemiche, dovuta alla scarsa presenza antropica e alle condizioni estremamente sfavorevoli allo sviluppo di specie esotiche. Il paesaggio principale è costituito dalla tundra, nella quale prevalgono due specie di sfagno (Sphagnum magellanicum e Sphagnum fimbriatum); in tale tipo di ambiente si trova anche la specie di mirtacee più piccola del pianeta (Myrteola numularia). Nella tundra sono presenti anche piante dei generi Astelia, Azorella, Laretia e Bolax. Nel parco si possono trovare anche i boschi più australi del pianeta, composti in particolare nelle isole Wollaston dal guindo (Nothofagus betuloides); nell'isola di Capo Horn, la più a sud dell'arcipelago, si trovano anche boschi di canelo (Drimys winteri).
La fauna è composta da diversi uccelli marini, tra i quali la berta grigia (Ardenna grisea) e il petrello tuffatore di Magellano (Pelecanoides magellani); la fauna avicola comprende anche il caracara striato, oggi in pericolo di estinzione. Tra i mammiferi marini sono presenti il lissodelfino australe e il leone marino sudamericano; sporadicamente viene avvistata nelle acque attorno all'arcipelago l'orca.